# Rory O'More
Rory O'More er en amerikansk stumfilm fra 1911.

## Medvirkende
- Gene Gauntier som Kathleen
- Jack J. Clark som Rory O'More
- Arthur Donaldson som O'Brien
- Robert Vignola som Black Williams
- J.P. McGowan